# Кьямолоапан
Кьямолоапан (исп. Quiamoloapan) — посёлок в юго-восточной части Мексики, на территории штата Веракрус. Входит в состав муниципалитета Акаюкан.

## Географическое положение
Кьямолоапан расположен в юго-восточной части штата, на расстоянии приблизительно 254 километров к юго-востоку от города Халапа-Энрикеса, административного центра штата. Абсолютная высота — 173 метра над уровнем моря.

## Население
Согласно данным, полученным в ходе проведения официальной переписи 2005 года, в посёлке проживало 1367 человек (649 мужчин и 718 женщин). Насчитывался 351 дом. По возрастному диапазону население распределилось следующим образом: 45,1 % — жители младше 18 лет, 48,2 % — между 18 и 59 годами и 6,7 % — в возрасте 60 лет и старше. Уровень грамотности среди жителей старше 15 лет составлял 72,1 %.
По данным переписи 2010 года, численность населения Кьямолоапана составляла 1564 человек. Динамика численности населения посёлка по годам:
| 2000 | 2005 | 2010 |
| ---- | ---- | ---- |
| 1667 | 1367 | 1564 |